# 昌耀
昌耀（1936年—2000年），本名王昌耀，湖南桃源人。现代诗人，九三学社会员，新边塞诗派代表人物之一。
王昌耀1950年代起开始发表诗歌作品，他的作品在1980年代后期被诗歌界逐渐接受，因此成为著名的中国现代诗人。

## 履历
1950年参军，任38军114师文工队队员。曾参加朝鲜战事，负伤致残。
1953年入河北省荣军学校读书
1955年赴青海参加大西北开发。
1958年被划为右派。
1979年重返文坛，任青海省作协副主席、荣誉主席，专业作家。青海省文联第三、四届委员，青海省第六届政协委员、第七届政协常委。
1982年参加“新边塞诗”运动。
1985年加入中国作家协会。

## 主要作品
- 《昌耀抒情诗集》（1986）
- 《命运之书》（1994）
- 《一个挑战的旅行者步行在上帝的沙盘》（1996）
- 《昌耀的诗》（1998）

## 轶事
穷困潦倒
诗人马莉回忆1994年12月，深圳举行“第二届国际华文诗人笔会”，邀请昌耀参加，但昌耀却因青海省作协不能给他报销车旅费而放弃参加。
与其他诗人的友情
诗人商泽军写过一首诗《决战中国》（内容与抗洪有关），昌耀评价：“你的诗大气，看得出你是用生命写诗的。你的诗中，饱含大爱与大美之情！”后二人约定一同去吃西宁街头的羊肉泡馍。
与《诗刊》
昌耀于1979年10月在《诗刊》发表处女作，1980年发表成名作，《诗刊》非常重视昌耀，除发表其诗歌之外亦有发表其诗论，还经常安排他参加诗歌活动。

## 评价
诗人韩作荣认为“他（昌耀）的作品，即使和世界上一流诗人的诗作相比，也不逊色。”